# L'Espluga de Francolí
L'Espluga de Francolí est une commune espagnole, en Catalogne dans la comarque de Conca de Barberà dans la province de Tarragone.

## Les Templiers et les Hospitaliers
Au Moyen-Âge il y avait deux seigneuries. L'une appelée l'Espluga Sobirana appartenait à Simó de Palau et fut donnée à sa mort aux Templiers de la commanderie de Barberà (1254). La seconde appelée l'Espluga Jussana fut donnée en 1266 à la maison de l'Hôpital d'Alguaire, elle-même dépendante de la commanderie féminine de Cervera. À la suite du procès de l'ordre du Temple, la maison templière fut dévolue aux Hospitaliers de l'ordre de Saint-Jean de Jérusalem. Cette commanderie faisait alors partie du prieuré de Catalogne (ca).

## Lieux et monuments

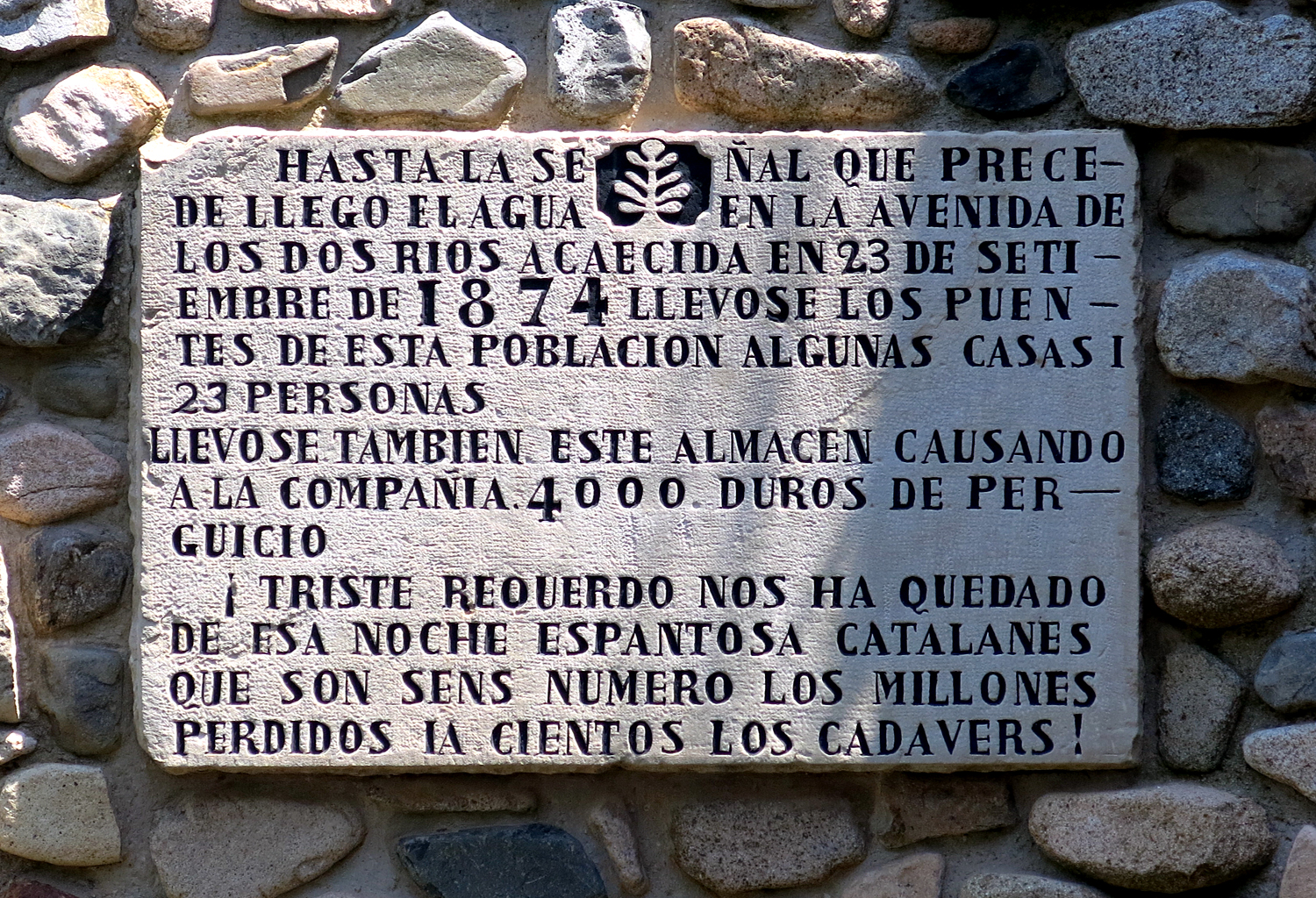
Plaque signalant le niveau des eaux lors de l'inondation de 1874

## Honneur
L'astéroïde (284029) Esplugafrancolí est nommé en son honneur.